# Ritratto dell'artista da giovane
Ritratto dell'artista da giovane (A Portrait of the Artist as a Young Man), conosciuto in Italia anche come Dedalus, è un romanzo semiautobiografico di James Joyce, pubblicato per la prima volta a puntate nella rivista The Egoist tra il 1914 e il 1915 e in volume nel 1916. Il romanzo descrive gli anni formativi della vita di Stephen Dedalus, l'alter-ego di Joyce, un'allusione all'architetto della mitologia greca, Dedalo (Dædalus in latino) e a Santo Stefano, il martire cristiano che denunciò la sua stessa comunità.
L'opera è un esempio di Künstlerroman (romanzo dell'artista) della letteratura inglese: l'autore narra il risveglio intellettuale, filosofico e religioso di un giovane che comincia ad interrogarsi e a ribellarsi alle convenzioni irlandesi e cattoliche con cui è stato cresciuto. Alla fine progetterà di partire alla volta di Parigi per fare l'artista. Viaggio che, è risaputo, non avrà mai luogo, perché Stephen è anche uno dei personaggi principali dell'Ulisse.
Il lavoro è il primo in cui si notano alcune tecniche tipiche del modernismo che troveranno poi la loro massima espressione in Ulisse e Finnegans Wake. La Modern Library lo classificò come il terzo miglior romanzo della letteratura in lingua inglese del XX secolo.

## Trama
Stephen Dedalus è un bambino curioso a cui piace ascoltare le storie del padre Simon; è sempre rimasto stupito ed estasiato dalle tante cose nuove che la vita continua a metter davanti ai suoi occhi. Giunto il momento, viene iscritto ad una scuola gestita dai gesuiti per famiglie benestanti. Un giorno, durante un gioco spericolato tra allievi, il giovane Stephen viene spinto accidentalmente dentro un fosso pieno d'acqua da Wells, motivo per cui trascorre la notte seguente in infermeria, per prevenir eventuali malanni: qui vi sogna la propria morte, assieme alle conseguenze che questa porterà agli altri, alla sua famiglia e conoscenti. Appeso al muro davanti a sé ha il ritratto del politico radicale irlandese della seconda metà dell'800 Charles Stewart Parnell.
Arrivano presto le festività natalizie e gli studenti sono autorizzati a tornar a casa per trascorrerle con le proprie famiglie; la tranquillità viene però a tratti interrotta dalle dispute tra la zia di Stephen, Dante, ed il signor Simon: lei è una donna di estremo rigore nelle questioni religiose e che sostiene fermamente la Chiesa cattolica, mentre il padre di Stephen è contrario all'influenza che questa impone alla società.
Tornato al collegio, un giorno durante la lezione di latino il compagno di classe Fleming subisce una dura punizione corporale da Padre Dolan per non aver saputo rispondere ad una domanda; Stephen, che era esente dal far i compiti per aver rotto gli occhiali, accusato di negligenza, menzogna e oziosità, viene anch'egli picchiato dal severo prete-insegnante. I suoi compagni a questo punto però vengono incoraggiati a lamentarsi presso il rettore dell'istituto, in quanto Stephen ha subito un'ingiustizia per esser stato punito senza alcun motivo. Questi, sentito anche lo stesso riluttante Stephen, accoglie in parte le loro rimostranze: all'uscita dall'ufficio del preside, il ragazzo viene acclamato da tutti come un vero e proprio eroe.
Intanto però gli affari della famiglia di Stephen non vanno più tanto bene e il loro benessere inizia poco per volta a declinare; il ragazzo deve quindi lasciare la scuola privata, non avendo più i mezzi per poter pagare l'alta retta, ed andarsene a Dublino. Questo cambiamento repentino trasmette al giovane una sensazione rivoluzionaria di libertà, espressa dal suo poter camminare fin che vuole per le strade in lungo e in largo. Poco dopo ad una festa incontra una ragazza e sente subito d'essersi profondamente innamorato, ma purtroppo Stephen è troppo timido ed insicuro per rivelar i propri sentimenti; la lascia così andar via. Iscrittosi infine ad una scuola pubblica per terminare gli studi, incontra Heron, compagno di classe con cui non ha un buon rapporto, viste le loro notevoli differenze in termini di cultura letteraria.
Il tempo passa e ad un concorso letterario, a cui ha voluto iscriversi e partecipare, Stephen vince il primo premio, il che gli dà diritto ad una più che discreta somma di denaro, che però spende molto velocemente in sciocchezze e banalità. Il ragazzo è ora molto cresciuto, il suo corpo è già pienamente entrato nell'adolescenza e lui inizia a sentire con impellenza il desiderio sessuale: avendo poca capacità di vivere in castità, ingaggia ad un certo punto una prostituta per poter così placare l'eccitazione costante che lo attanaglia, non essendo più sufficiente per lui la semplice masturbazione.
La scuola nel frattempo ha organizzato un ritiro per tutti gli studenti; durante l'evento Stephen rimane profondamente scosso dalle parole del padre nei riguardi del "peccato carnale" e della terribile tortura infernale eterna a cui questo conduce: il ragazzo comprende così d'esser molto umanamente impuro e moralmente un essere meschino e miserabile. Molto contrito e pentito dei suoi peccati, decide di andare a confessarsi, ma si dirige in direzione di una chiesa lontana rispetto a dove è situata la sua scuola, così da evitar d'esser scorto da qualche compagno. Alquanto imbarazzato dalle sue stesse azioni, esegue il sacramento della penitenza e deve ammetter che, all'uscita dal confessionale si sente davvero molto sollevato ed in pace con se stesso: decide con fermezza di voler cambiare il corso della propria vita e delle proprie abitudini; s'impegna pertanto nella pratica di una vita morale e religiosamente più accettabile rispetto a prima.
Il suo è un cambiamento veramente radicale, rispetta con scrupolo le regole a cui ogni buon cristiano dovrebbe sottostare, quelle imposte da Dio nella Sacra Bibbia: le penitenze a cui volontariamente si sottopone per i peccati commessi son quelle di privare il corpo della gioia dei più elementari e basilari piaceri dei sensi. Inizia così frequenti digiuni (anche mangiare con gusto e a sufficienza è un peccato) e spesso, come auto-punizione, si costringe invece a cibarsi di ciò che gli è più sgradevole.
Tuttavia, nonostante questi ripetuti sforzi, capisce che non riuscirà mai a sbarazzarsi del tutto dai peccati fisici (quelli che danno piacere al corpo) e ne rimane profondamente deluso e rattristato. Ma anche nella sua vita scolastica e nei comportamenti quotidiani vi è stato un repentino cambiamento; ciò attira l'attenzione del rettore che decide d'istruirlo a servire la Chiesa e poi a proporgli di prendere i voti religiosi. Stephen però, abbastanza sorprendentemente, non pare mostrar molto interesse per l'argomento. Dopo una lunga conversazione col rettore, Stephen comincia a riflettere pensierosamente: capisce allora tutta l'infelicità che l'aspetta se decide di continuar con questa vita così ossessivamente attenta a tutti i dettami della religione, i quali sembrano ora assurdità estreme lontane dalla fede più autentica e pura.
Intanto Stephen entra all'università; nella vita di college la sua personalità sembra maturare velocemente, avendo iniziato anche a scoprire i propri talenti letterari. Un compagno di studi, che non condivide le sue opinioni, un certo McCann, lo definisce addirittura un "rivoluzionario". Ora i suoi amici più cari sono Davin, Cranly e Linch: il secondo è, fra i tre, quello con cui Stephen avrà una maggior vicinanza e fiducia. Con Cranly si confida a riguardo dei suoi rapporti con la madre, e di come lui rifiuti da un po' di tempo di conformarsi ai desideri di lei, che vorrebbe vederlo seguir di più i sacramenti e le funzioni religiose. Con Linch condivide invece tutte le sue esperienze più eminentemente intellettuali.
Stephen scopre un giorno la ragazza da lui segretamente amata flirtare col responsabile di uno dei corsi universitari e viene preso da profonda gelosia; smette così d'assister alle lezioni di irlandese. Ma il suo grande sentimento d'amore finisce con l'accettar anche tale fatto, per continuare come prima ad amarla in segreto. A questo punto decide d'iniziare a scrivere un romanzo: la storia si conclude con alcune pagine del suo diario.
Progetta di partire per Parigi, per cercar di sviluppare i propri talenti come scrittore.

## Composizione e stile
Ritratto dell'artista da giovane ripercorre la vita di Stephen dall'infanzia all'età adulta, dalla propria indipendenza all'abbandono dell'Irlanda, attraverso cinque capitoli caratterizzati da una complessità linguistica via via crescente. È il risultato della completa riscrittura di Stephen Hero, il primo approccio di Joyce alla storia, abbandonato nel 1905 alla frustrazione. Alcune parti del Stephen Hero, a volte sottilmente riscritte, trovano spazio nel Ritratto, anche se la prospettiva di quest'ultimo è più esclusiva di Stephen Dedalus. Ad esempio molti dei suoi fratelli rivestono un ruolo importante in Stephen Hero, mentre nel Ritratto sono quasi completamente assenti. L'incompleta prima scrittura di Stephen Hero fu pubblicata postuma nel 1944.
Il romanzo è scritto in terza persona e con pochi dialoghi, sebbene alla fine del romanzo la presenza di un'intensa scena di dialogo e degli escerti del diario dello stesso Dedalus rispecchino l'alienazione del protagonista dalla società. Comunque, in tutto il romanzo il linguaggio e la prosa rivelano indirettamente lo stato mentale del protagonista e l'impatto soggettivo degli eventi della sua vita. Di qui la lunghezza variabile di molti passaggi e capitoli, in cui l'intento di Joyce è di catturare l'esperienza soggettiva attraverso il linguaggio, anziché presentare l’azione attraverso un più regolare costruzione dell'intreccio.
A causa della prima pagina del romanzo, che presenta uno stile parecchio simile a quello dell'ultimo romanzo di Joyce, Finnegans Wake, il lettore può erroneamente supporre che il Ritratto sia stato scritto con la tecnica del flusso di coscienza, largamente usata da Joyce nell'Ulisse e appunto in Finnegans Wake, sebbene non sia effettivamente questo il caso.
Quando il romanzo venne per la prima volta sottoposto all'attenzione di un editore fu rifiutato. Edward Garnett, un autorevole critico dell'epoca, scrisse in un rapporto all'editore dopo aver letto il romanzo:

## Allusioni e riferimenti

### Allusioni storiche e geografiche
Il romanzo è ambientato a Dublino e tratta dei molti aspetti dell'Irlanda, non ultimi la questione dell'autonomia (al secolo l'isola era ancora una nazione costitutiva del Regno Unito), un tema caro a Joyce che nomina più volte Charles Stewart Parnell, come in Gente di Dublino e nell'Ulisse, e il ruolo che la chiesa cattolica ricopre nel suo tessuto sociale.

### Allusioni ad altre opere
Il mito di Dedalo e Icaro figura largamente nel romanzo. Il mito racconta che Dedalo, un architetto ed inventore, rimase intrappolato nel labirinto che stava costruendo. Riuscì ad uscire dal labirinto e creò delle ali di cera e piume per sé e suo figlio perché potessero fuggire dall'isola. Icaro però non ascoltò la raccomandazione del padre e volò in alto, troppo vicino al sole, così la cera che legava le piume si sciolse e Icaro cadde nel mare. In questo mito echeggia il tema centrale del romanzo, ovvero rifiutare di seguire il percorso del padre, la ribellione individuale e la scoperta, producendo una situazione che intrappola l'artigiano, ma permette a Stephen di scappare dal suo passato.
Il nome Stephen è un'allusione a Santo Stefano, il primo martire cristiano. Stephen Dedalus, come Santo Stefano, ha dei conflitti con la religione stabilita.
Anche la Divina commedia echeggia nel nome che Stephen dà a sua zia, Dante. Nel dialetto di Cork (il paese originario della famiglia del padre di Joyce dove lo stesso Joyce ha vissuto), infatti, il nome “Dante” suona come “Auntie”, ovvero “zietta”.

### Allusioni e riferimenti alPortraitin altri lavori
Il titolo è stato parodiato da molti scrittori e fumettisti, incluso Charles Perry in Portrait of a Young Man Drowning (Ritratto di un giovane che affoga), Dylan Thomas nel suo Portrait of the Artist as a Young Dog, Joseph Heller in Portrait of an Artist as an Old Man, Andrew Barlow e Kent Roberts in A Portrait of Yo Mama as a Young Man, la biografia di Grayson Perry Portrait of the Artist as a Young Girl e Portrait of an Artist Aith 26 Horses di William Estlake. Nel romanzo di Patrick White The Solid Mandala, Waldo Brown tenta di scrivere un romanzo dal titolo Tiresias as a Youngish Man, parodiando anche La terra desolata di T. S. Eliot.
Il poeta nordirlandese Nick Laird ha pubblicato un poema nella sua raccolta To a Fault intitolato Portrait of the Artist as a Joke che tratta l'identità del narratore e considera gli stereotipi irlandesi attraverso un miscuglio di duri aneddoti e immagini frammentate.
La band Antimatter ha incluso nell'album Planetary Confinement, il loro terzo album, una canzone dal titolo A Portrait of a Young Man as an Artist. La canzone è una “riflessione sulla scena musicale di Liverpool”.
Nell'episodio intitolato A Portrait of the Artist as a Young Man della serie televisiva King of the Hill Bobby Bill è arruolato come clown in un college.
Il musicista Hip hop Talib Kweli nella canzone Memories Live dall'album Reflection Eternal cita il Portrait cantando: "Though it kinda' make me think of way back when/I was the portrait of the artist as a young man".
Il quinto albo della serie a fumetti italiana PK - Paperinik New Adventures è intitolato Ritratto dell'eroe da giovane.
Leonardo Sciascia nel 1985 pubblicò per l'editore palermitano Sellerio Per un ritratto dello scrittore da giovane, dedicato allo scrittore Giuseppe Antonio Borgese.
Ritratto dell'artista da giovane è il titolo del secondo capitolo del romanzo Teoria e pratica di ogni cosa di Marisha Pessl

## Film
Nel 1977 è stato tratto un film dal romanzo con Bosco Hogan nella parte di Stephen Dedalus, TP McKenna è Simon Dedalus e include un famoso cameo in cui appare John Gielgud come il prete che parla dal pulpito.

## Edizioni italiane
- Dedalus. Ritratto dell'artista da giovane, traduzione di Cesare Pavese, Prefazione di Alberto Rossi, Torino, Frassinelli, 1933-1970. - Milano, Arnoldo Mondadori Editore, 1962, 1970; Milano, Adelphi, 1970-2021.
- Dedalus. Ritratto dell'artista da giovane, traduzione di Bruno Oddera, Collana Oscar Classici moderni, Milano, Mondadori, 1997,  pp. 247, cap. 5, ISBN 88-04-42414-1.
- Ritratto dell'artista da giovane, traduzione di Massimo Marani, Collana Capolavori della Letteratura, Fratelli Melita Editori, 1989,  pp. 239, cap. 5, ISBN 88-403-6255-X. - Santarcangelo di Romagna, Rusconi, 2016; Foschi, 2016.
- Ritratto dell'artista da giovane, traduzione di Marina Emo Capodilista, Introduzione di Mario Praz, Newton Compton, 2010, ISBN 978-88-541-2029-7.
- Ritratto dell'artista da giovane, traduzione di Luciana Bianciardi, Introduzione di Tim Parks, Collana I grandi romanzi, Milano, BUR, 2012, ISBN 978-88-170-5484-3.
- Un ritratto dell'artista da giovani, traduzione di Franca Cavagnoli, Collana Universale Economica. I Classici, Milano, Feltrinelli, 2017, ISBN 978-88-079-0251-2.
- Dedalus. Ritratto dell'artista da giovane, traduzione di Cesare Pavese, Introduzione di Enrico Terrinoni, Collana Senza frontiere, Torino, Lindau, 2021, ISBN 978-88-335-3522-7.
- Dedalus. Ritratto dell'artista da giovane, traduzione di Cesare Pavese [integrata nei passi mancanti o devianti dall'edizione Penguin, col testo inglese a fronte], Introduzione di Nemi D'Agostino, Collana I grandi libri, Milano, Garzanti, 2021, ISBN 978-88-118-1804-5.